# Giacomo Boncompagni (politico)

Stemma dei Boncompagni

Giacomo (o  Jacopo) Boncompagni (Bologna, 8 maggio 1548 – Sora, 18 agosto 1612) fu il figlio naturale di papa Gregorio XIII, marchese di Vignola, duca di Sora, Arce, Arpino e Aquino; detenne inoltre numerose cariche amministrative e militari nell'ambito dello Stato della Chiesa, e dei domini italiani degli Asburgo di Spagna.

## Biografia

### L'infanzia
Giacomo nacque dalla relazione tra Ugo Boncompagni, chierico, e Maddalena Fulchini di Carpi che lavorava alle dipendenze della cognata di lui Laura del Ferro, quando Ugo si trovava a Bologna per seguire il Concilio di Trento (che si era trasferito, dal 1545 al 1547, nella città emiliana), e alloggiava presso l'abitazione del fratello. Il 5 luglio 1548 Ugo fece riconoscere il piccolo come suo figlio legittimo dal vescovo di Feltre. Il giovane Giacomo verrà in seguito affidato all'insegnamento dei Gesuiti, a Bologna.

### La carriera

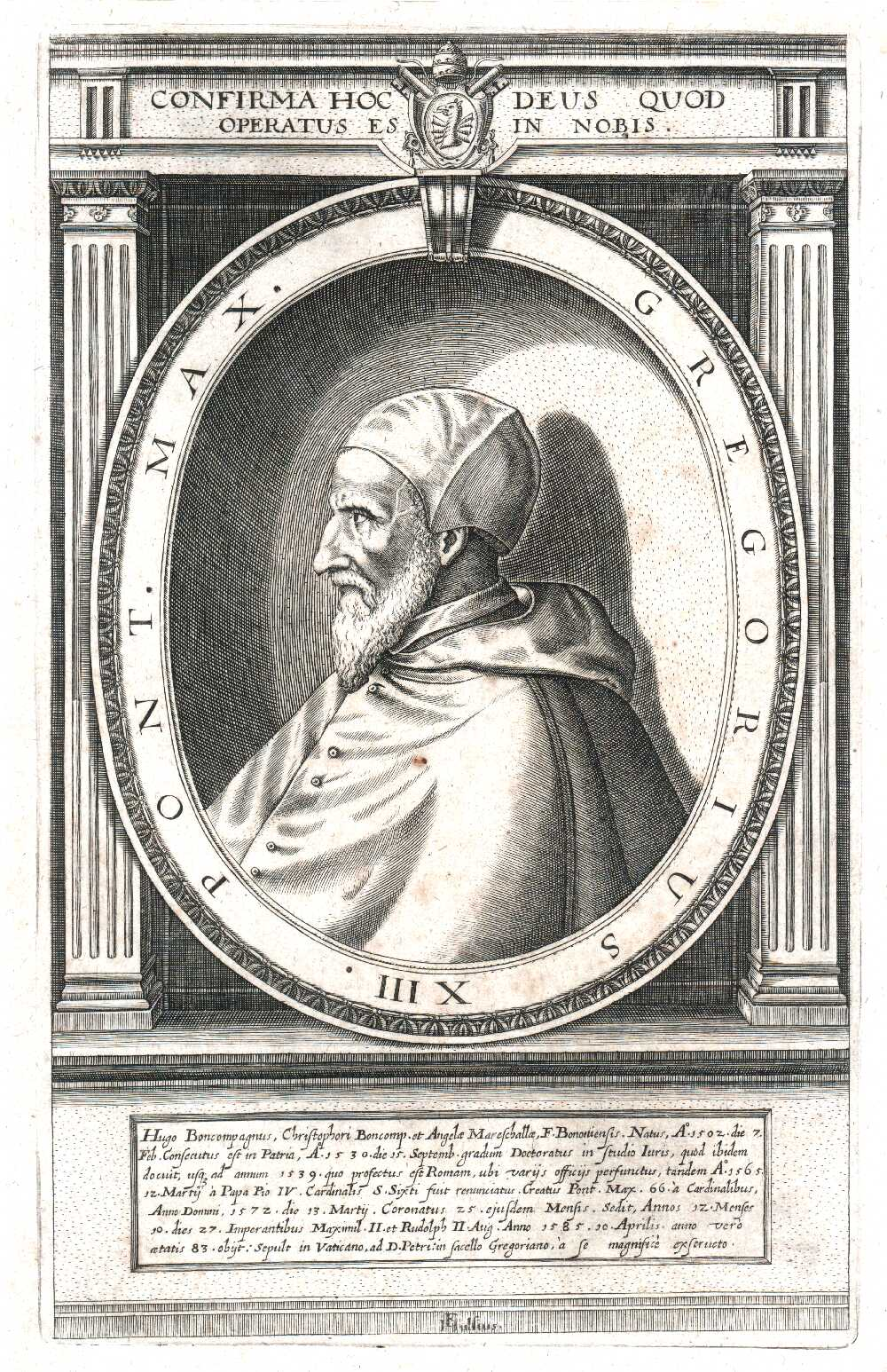
Il padre di Giacomo Boncompagni, Papa Gregorio XIII

Ugo Boncompagni, nel 1558, a dieci anni dalla nascita del figlio, diventò vescovo di Vieste, nel 1565 cardinale di San Sisto; infine il 13 maggio del 1572 venne eletto 225º successore di Pietro, con il nome di Gregorio XIII. Giacomo si trasferì allora a Roma dove, il 23 maggio, fu nominato prefetto di Castel Sant'Angelo, con l'appannaggio di 700 scudi d'oro: carica che manterrà per tutta la durata del pontificato paterno. Quindi il papa concesse al figlio la prefettura delle castellanie dello Stato della Chiesa e lo nominò inoltre Governatore Generale delle milizie pontificie (Generale di Santa Romana Chiesa): una carriera rapidissima, sintomo di un nepotismo che era proprio di quasi tutti i pontefici del periodo. Nell'adempimento di tale carica Giacomo si recò prima ad Ancona e poi a Ferrara dove restò fino al 1574. Nel 1575 Filippo II lo nominò "Capitano Generale delle genti d'armi" nel ducato di Milano.
Intanto, dopo aver preso in considerazione varie pretendenti dell'aristocrazia italiana, nel marzo 1576 Giacomo sposava Costanza Sforza dei conti di Santa Fiora, più giovane di una decina d'anni, da cui ebbe 14 figli, 10 femmine e 4 maschi, senza contare quelli nati da relazioni precedenti al matrimonio.
Sempre nel 1576, Gregorio XIII lo nominò Governatore di Fermo, incarico triennale che gli sarà rinnovato due volte, nel 1581 e nel 1584, con il compito di provvedere alla tratta del grano dal Regno di Napoli alla Marca anconitana. Giacomo Boncompagni era ormai un personaggio di primo piano nel panorama politico italiano. Gli venivano continuamente offerte cariche onorifiche e riconoscimenti e molte città facevano a gara per averlo nel proprio ceto nobiliare.
Nel 1581 Giacomo ricevette dal padre l'incarico di procedere, assieme a Latino Orsini, alla repressione del banditismo, fenomeno endemico nell'Italia centrale e meridionale, che sarà eliminato soltanto trecento anni dopo.

### Il Ducato di Sora
Gregorio XIII aveva un ambizioso proposito per il figlio: creargli un vero e proprio Stato. Dopo il fallimento del tentativo di acquisto del marchesato di Saluzzo nel 1577 (per il quale vennero offerti 600.000 scudi d'oro), nello stesso anno il papa acquistò per 70.000 scudi d'oro ferraresi, da Alfonso II d'Este, il piccolo marchesato di Vignola con i feudi minori di Savignano e di Montefestino. Poi, fallite le trattative per l'acquisto del feudo di Valditaro, nel 1579 Gregorio XIII fece da intermediario per l'acquisto del più consistente ducato di Sora e di Arce, che fruttò a Francesco Maria II della Rovere 100.000 scudi d'oro, di cui 30.000 pagati dal Papa.
Ma il Boncompagni riuscirà ad estendere la sua piccola signoria tra Stato Pontificio e Regno di Napoli molto al di là dei limitati confini in cui l'aveva trovato: l'acquisto della finitima contea di Alvito fallì, ma nel 1583, grazie all'esborso di 243.000 ducati versati ad Alfonso Felice d'Avalos divenne altresì Duca di Aquino e di Arpino (della famiglia dei signori di Aquino aveva fatto parte San Tommaso).
All'età di soli 35 anni quindi Giacomo riuniva nella sua persona le cariche di Generale di Santa Romana Chiesa, di Governatore di Fermo, di marchese di Vignola e di duca di Sora, Arce, Arpino ed Aquino; in più, la concessione del "ritratto dei malefici" nel territorio di Fermo, ossia il ricavato delle multe inflitte agli operatori di arti magiche e occulte o la possibilità di emettere salvacondotti ad personam per l'intero Stato della Chiesa.
Il padre morì il 10 aprile del 1585. A lui fu affidato il compito di garantire la pace nello Stato della Chiesa durante il periodo della "sede vacante": gli si affidò un esercito di 2000 fanti e quattro compagnie di cavalleria leggera. Ma con l'elezione del nuovo pontefice Sisto V perderà tutte le cariche accumulate.
Nel suo ducato di Vignola l'8 maggio del 1590 la moglie Costanza partorì Gregorio, che sarà il secondo duca di Sora.

### Gli ultimi anni
Poiché Filippo II pretendeva giustamente che Giacomo si occupasse dei compiti derivanti dalla sua carica di Capitano Generale a Milano, questi fu obbligato a restare nel capoluogo lombardo. La famiglia, nel 1602, decise così di trasferirsi nel ducato di Sora, nel Palazzo Ducale di Isola di Sora (oggi Isola del Liri), dove la moglie Costanza si occupava dell'amministrazione del feudo.
Nel 1610 Giacomo si trovava nella città ambrosiana dove, ormai in pessime condizioni di salute, cercava di sottrarsi all'incarico militare. L'anno successivo, svincolatosi finalmente dalla carica, lasciò Milano e si ricongiunse alla famiglia nel Ducato di Sora, dove morì il 18 agosto del 1612, all'età di 64 anni.

## Attività di governo

Il drago dei Boncompagni nello stemma di Colfelice

Giacomo, nonostante non fosse sempre presente, diviso com'era tra Milano, Roma e i suoi feudi, seppe prendersi cura del rinnovamento della struttura economica e sociale dei suoi possedimenti.
Egli si interessò dell'introduzione della lavorazione della lana, attività industriale impiantata ad Isola dal fiorentino Meo Neri grazie alle sollecitazioni del Boncompagni (1581). Nel 1583 acquistò la cartiera di Carnello posta sul fiume Fibreno, primo nucleo di quello che in seguito diventerà il grande complesso industriale cartario di Isola, per il quale il Duca sborsò a Francesco Angelico Fantoni, fiorentino ma sorano d'adozione, 1.500 ducati.
Tra le preoccupazioni di Giacomo rientrava anche lo sviluppo urbanistico oltre alla preservazione degli edifici di maggiore importanza: va ricordata la ristrutturazione del palazzo di Isola del Liri (a testimonianza di ciò sul contrafforte del castello è incisa la data del 1582), che venne scelto come sede ducale, e la costruzione del centro abitato di Coldragone, l'odierna Colfelice, allora in territorio di Rocca d'Arce, ultimato nel corso del 1583, a cui i Boncompagni si interessarono nuovamente in seguito per risollevarlo dalla rovina dopo il terremoto del 1654.
Notevole fu anche l'attività politica mirante a preservare le prerogative del suo feudo dalle ingerenze dei due Stati confinanti, il Regno di Napoli a sud e lo Stato Pontificio a nord, pur se maggiormente orientata verso posizioni filo-spagnole.

## Attività culturali
L'attività del Boncompagni risaltò in maniera più che evidente nel campo culturale, nel quale si impegnò con grande passione: oltre alla raccolta dei documenti relativi agli anni del pontificato del padre (più tardi raccolti negli Annali dal Maffei), il duca fece realizzare nel suo palazzo ad Isola un piccolo teatro, chiamandovi a recitare gli artisti da Roma.
Non si può ignorare il suo grande interesse per la musica: significative le frequentazioni con il musicista Pier Luigi da Palestrina, che gli valsero la dedica sul primo libro dei suoi Madrigali e sul secondo libro dei Mottetti, e con il compositore veronese Vincenzo Ruffo. Fu inoltre un grande appassionato del gioco degli scacchi e a lui furono dedicati alcuni trattati sulla materia.

## Discendenza
Fu padre di dodici figli:
- Scolastica (1577 - 9 maggio 1647), monaca in S. Paolo a Milano;
- Camilla (30 settembre 1579 - ottobre 1588);
- Giovanna (morta in tenera età);
- Veronica (1584 - 23 novembre 1609), monaca in S. Paolo a Milano;
- Giulia (1586 - 4 aprile 1622); sposò nel 1605 Giovanni de Guevara, II duca di Bovino (m. 30 gennaio 1631[2]);
- Ugo (22 gennaio 1587 - 19 aprile 1602), marchese di Vignola;
- Sforza (10 novembre 1588 - 1589);
- Gregorio (1590 - 1628), succedette al padre;
- Camilla (1591 - 15 gennaio 1631), monaca in S. Cecilia a Roma;
- Sforza (27 dicembre 1592 - 10 gennaio 1669);
- Giovanni (28 settembre 1594 - 13 maggio 1634);
- Francesco (1596 - 1641), cardinale.

## Ascendenza
|                                     |   |                      | Genitori            |  |  | Nonni |  |  | Bisnonni            |  |  | Trisnonni           |  |
|                                     |   |                      |                     |  |  |       |  |  | Giacomo Boncompagni |  |  | Gasparo Boncompagni |  |
|                                     |   |                      |                     |  |  |       |  |  | Giacomo Boncompagni |  |  | Gasparo Boncompagni |  |
|                                     |   | Giacoma Bucchi       |                     |  |  |       |  |  | Giacomo Boncompagni |  |  |                     |  |
| Cristoforo Boncompagni              |   |                      |                     |  |  |       |  |  | Giacomo Boncompagni |  |  |                     |  |
|                                     |   | Camilla Piattesi     | Alessandro Piattesi |  |  |       |  |  |                     |  |  |                     |  |
|                                     |   | Camilla Piattesi     | Alessandro Piattesi |  |  |       |  |  |                     |  |  |                     |  |
|                                     |   | Camilla Piattesi     | …                   |  |  |       |  |  |                     |  |  |                     |  |
| Papa Gregorio XIII                  |   | Camilla Piattesi     |                     |  |  |       |  |  |                     |  |  |                     |  |
|                                     |   | Lodovico Marescalchi | Matteo Marescalchi  |  |  |       |  |  |                     |  |  |                     |  |
|                                     |   | Lodovico Marescalchi | Matteo Marescalchi  |  |  |       |  |  |                     |  |  |                     |  |
|                                     |   | Lodovico Marescalchi | Giovanna Sampieri   |  |  |       |  |  |                     |  |  |                     |  |
| Angela Marescalchi                  |   | Lodovico Marescalchi |                     |  |  |       |  |  |                     |  |  |                     |  |
|                                     |   | Gentile Montini      | …                   |  |  |       |  |  |                     |  |  |                     |  |
|                                     |   | Gentile Montini      | …                   |  |  |       |  |  |                     |  |  |                     |  |
|                                     |   | Gentile Montini      | …                   |  |  |       |  |  |                     |  |  |                     |  |
| Giacomo Boncompagni, I duca di Sora |   | Gentile Montini      |                     |  |  |       |  |  |                     |  |  |                     |  |
|                                     | … | …                    |                     |  |  |       |  |  |                     |  |  |                     |  |
|                                     | … | …                    |                     |  |  |       |  |  |                     |  |  |                     |  |
|                                     | … | …                    |                     |  |  |       |  |  |                     |  |  |                     |  |
| …                                   | … |                      |                     |  |  |       |  |  |                     |  |  |                     |  |
|                                     |   | …                    | …                   |  |  |       |  |  |                     |  |  |                     |  |
|                                     |   | …                    | …                   |  |  |       |  |  |                     |  |  |                     |  |
|                                     |   | …                    | …                   |  |  |       |  |  |                     |  |  |                     |  |
| Maddalena Fulchini                  |   | …                    |                     |  |  |       |  |  |                     |  |  |                     |  |
|                                     |   | …                    | …                   |  |  |       |  |  |                     |  |  |                     |  |
|                                     |   | …                    | …                   |  |  |       |  |  |                     |  |  |                     |  |
|                                     |   | …                    | …                   |  |  |       |  |  |                     |  |  |                     |  |
| …                                   |   | …                    |                     |  |  |       |  |  |                     |  |  |                     |  |
|                                     |   | …                    | …                   |  |  |       |  |  |                     |  |  |                     |  |
|                                     |   | …                    | …                   |  |  |       |  |  |                     |  |  |                     |  |
|                                     |   | …                    | …                   |  |  |       |  |  |                     |  |  |                     |  |
|                                     |   | …                    |                     |  |  |       |  |  |                     |  |  |                     |  |